# Rogersville (Iowa)
Pour les articles homonymes, voir Rogersville.
Rogersville est une communauté non constituée en municipalité du comté de Benton, en Iowa, aux États-Unis. 

## Histoire
La communauté est également appelée Rogerville : un bureau postal y est créé en 1893 et supprimé en 1897.

## Source de la traduction
- (en) Cet article est partiellement ou en totalité issu de l’article de Wikipédia en anglais intitulé « Rogersville, Iowa » (voir la liste des auteurs).